# Karin Michaëlis
Karin Michaëlis, født Katharina Marie Bech Brøndum (født 20. marts 1872 i Randers, død 11. januar 1950 i København) var en dansk forfatter og kulturpersonlighed. Hun ligger begravet på Thurø kirkegård.

## Tidlige år
Karin Michaëlis var datter af telegrafist Jacob Anthonius Brøndum (1837-1921) og Nielsine Petrine Bech (1839-1932). Moderen bidrog til familiens beskedne økonomi som kransebinder. Især bedstemoderen og en gammel tante fik stor betydning for Karins tidlige udvikling. I Pigen med Glasskaarene (første bind af hovedværket Træet på Godt og Ondt skrevet i perioden 1924-30) har hun givet et billede af dette miljø. I skolen blev Karin drillet fordi hun var lille, buttet og vindøjet.

## Ægteskaber
Som ganske ung var Karin Michaëlis privatlærerinde et par år, dels på Læsø, dels på en herregård nord for Randers. Bagefter flyttede hun til København for at uddanne sig til spillelærerinde hos en kendt pianist. Hos nogle venner mødte hun Sophus Michaëlis, der var fem år ældre end hende. Han var forfatter og magister i fransk, tysk og latin. De forelskede sig og var gift fra 1895 til 1911.
I 1912 blev hun gift anden gang. Det var med den norsk-amerikanske akademiker, Charles Stangeland, som hun havde truffet på en skibsrejse fra USA til København. Ægteskabet gik dårligt allerede fra begyndelsen, ikke mindst på grund af Stangelands overdrevne jalousi, men det blev først opløst i 1930. Begge ægteskaber var barnløse.
Det fik stor indflydelse på Karen Michaëlis’ tilværelse at hun og hendes første ægtemand begyndte at holde ferie i nærheden af Svendborg. I 1908 byggede de huset "Torelore" på Thurø, og her tilbragte de somrene sammen indtil skilsmissen. Herefter benyttede Karen Michaëlis huset som helårsbolig, hvor hun i årene op til 2. verdenskrig gav husly til en lang række tyske emigranter på flugt for nazismen.

## Forfatter, debattør og foredragsholder
Karin Michaëlis' forfatterskab fik ikke nogen nem fødsel. Hun betragtede sin mand som en uantastelig autoritet og forsøgte at skrive som ham, men med ringe held. Debuten Højt Spil fra 1898 og de næste to bøger blev ikke rost. Men i 1902 rejste Sophus tre uger til udlandet, og det betød en personlig frigørelse for Karin, der i løbet af tre uger skrev den lille dagbogsroman Barnet, hendes første gennembrud. Samme år kom brevromanen Lillemor, en gotisk gyser om en barnebrud, der ender med at kaste sig i brønden. Begge blev udgivet af Gyldendal. Skrivestilen var nu ganske personlig. Begge romaner blev oversat til tysk og yderligere 10 sprog, og i årene frem til Hitlers magtovertagelse i 1933 var Karin Michaëlis en efterspurgt og omdiskuteret foredragsholder i de tysksprogede dele af Europa. I et radiointerview som Karl Bjarnhof lavede med Karin Michaëlis i 1947, omtalte hun Barnet som den af sine romaner hun holdt mest af.
Under 1. verdenskrig stillede Karin Michaëlis sig til rådighed for pacifismen og filantropisk arbejde i Wien. I 1930'erne hjalp hun tyskere på flugt fra Hitler og byggede træhuse til dem i sin have på Thurø. Blandt andre den tyske dramatiker Bertolt Brecht og hans kone, skuespilleren Helene Weigel blev sluset ind i Danmark på denne måde. Michaëlis støttede den kommunistiske organisation Rote Hilfe Deutschlands (RHD), der blev grundlagt i 1924 og opløst af Gestapo i 1936. Idealismen, foredragene og bøgerne om undertrykte dyr, børn, kvinder og folkeslag blev i den danske samtid opfattet som pinlige, men de skabte også Karin Maichaëlis' ry og formue – og nedbrød begge dele igen.
I løbet af 50 år skrev hun 36 romaner for voksne, 9 børnebøger, 2 selvbiografier plus mange andre bøger og en mængde avis- og tidsskriftsartikler. Centrale værker er romanen Kvindehjerter. En Brevveksling fra 1910, som Karin Michaëlis skrev sammen med skuespillerinden Betty Nansen. Samme år udkom den kontroversielle dobbeltroman Den farlige Alder og Elsie Lindtner (1912), der satte gang i Karins Michaëlis' foredragsvirksomhed rundt om i Europa. Dens hovedtema er at kvinder er seksuelle væsner også efter overgangsalderen, hvilket dengang vakte furore. Romanen blev filmatiseret både i Tyskland, Danmark og USA. I 1914 udkom Glædens Skole om en reformskole i Wien, som veninden, den østrigske pædagog Eugenie Schwarzwald, var leder af. Romanen Syv søstre sad udkom i 1923. Bibi-bøgerne kom i syv bind 1929-39 og blev en ny, stor international succes. I disse ungpigeromaner møder læseren stationsforstanderens datter Bibi, der er moderløs, men netop derfor fri. Hun er en idealistisk pige, der rejser gratis med statsbanerne og kæmper uforfærdet for dyrenes sag. Hjertets Vagabond (bl.a om Kirsten Kjær) kom i 1930 og Mors Øjne i 1940. De to sidstnævnte romaner foregår delvis i USA. Endelig blev selvbiografierne Little Troll og Vidunderlige Verden udgivet i 1940'erne. Gennem alle årene var hun uhyre produktiv selv på sine mange rejser, og hun skrev nærmest hver dag.

## Rejser
Allerede sammen med Sophus Michaëlis kom Karin vidt omkring. I 1904 nåede de helt til Egypten. Så ofte det var muligt, besøgte hun sine venner i Wien. Hun foretog adskillige foredragsturnéer i hele Europa og i Sovjetunionen og rejste også flere gange til USA, hvor hendes søstre boede.
Karin Michaëlis var "Europæer" med stort E. Allerede fra midten af 1920'erne erkendte hun farerne ved den voksende nationalisme og protesterede gennem skrift, tale og handling mod krig, politisk forfølgelse og undertrykkelse. Dette kan læses i mange debatindlæg fra den tid herunder i Der Fall d’Annunzio fra 1925, men også i den antiautoritære roman Den grønne Ø. Roman for ungdommen, der kom på tysk i 1933 og på dansk i 1937.
Mens Karin Michaëlis var på besøg i USA i 1939, blev hun advaret mod at rejse tilbage til Danmark på grund af nazismens fremmarch. Ligesom mange andre europæere blev hun derfor politisk flygtning i USA frem til 1946.
Som forfatter og foredragsholder tjente hun mange penge, men havde alligevel økonomiske problemer af og til. Navnlig under verdenskrigene, der afskar hende fra de største bogmarkeder, herunder det tvungne ophold i USA, hvor indtægterne var meget små.
I 1946 vendte hun tilbage til Danmark. Her blev hun tildelt Kong Christian den X.s frihedsmedalje for sin indsats for Danmark i USA under krigen, udnævntes til æresborger på Thurø og modtog stadigvæk mange besøg på trods af sit svagelige helbred.

## Litterære temaer
Første del er en udpensling af pige- og kvindeundertrykkelse, som netop er særlig virksom fordi kvinderne selv finder en lyst i lidelsen. Den senere del er derimod en hyldest til de barnlige, frigørende sider af kvindeligheden. Kvindelige masochister – for eksempel den opofrende moderskikkelse – er et centralt motiv i de cirka 70 værker, der udgør det store og ujævne forfatterskab, og det udfoldes med voksende dobbelthed. Et andet grundtema er forholdet mellem undertrykkelse og frigørelse, især for kvinder og børn. Hvor de tidlige romaner mest stiller skarpt på lidelse og ydmygelse, handler de senere i højere grad om kontrol af og oprør mod omverdenen, men masochismen er fortsat et grundtema. Brugen af breve og dagbøger, der giver mulighed for at fremstille en tvangfri indre monolog, er et stilistisk middel, som Karin Michaëlis mestrede i sjælden grad.

## Eftermæle
I første halvdel af det 20. århundrede var Karin Michaëlis den mest kendte kvindelige, danske forfatter i udlandet, ikke mindst i Tyskland, Østrig og Italien. Flere af hendes romaner om forskellige kvindeskæbner og om parforholdets mange aspekter udkom i store oplag og på flere end 20 sprog, ligesom hendes skildringer af pigen Bibi hørte til de mest læste børnebøger i Europa. I dag er hun upåagtet i den brede offentlighed, men huskes og læses stadig i akademiske kredse.